# Ersnäs
Ersnäs est une localité de la commune de Luleå dans le comté de Norrbotten en Suède.
Sa population était de 491 habitants en 2019.